# Phytomyza paranigrifemur
Phytomyza paranigrifemur este o specie de muște din genul Phytomyza, familia Agromyzidae, descrisă de Cerny în anul 2007. Conform Catalogue of Life specia Phytomyza paranigrifemur nu are subspecii cunoscute.